# (2237) Melnikov
(2237) Melnikov est un astéroïde de la ceinture principale.

## Description
(2237) Melnikov est un astéroïde de la ceinture principale. Il fut découvert le 2 octobre 1938 à Simeis par Grigori Néouïmine. Il présente une orbite caractérisée par un demi-grand axe de 3,14 UA, une excentricité de 0,22 et une inclinaison de 2,4° par rapport à l'écliptique.

## Compléments